# Ett känsligt öde
Ett känsligt öde (franska: Les destinées sentimentales) är en fransk-schweizisk dramafilm från 2000 i regi av Olivier Assayas, med Emmanuelle Béart, Charles Berling och Isabelle Huppert i huvudrollerna. Den har även visats i Sverige med titeln Ödets vägar. Den utspelar sig under första halvan av 1900-talet och skildrar en man under 30 års tid, då han lämnar sin fru för en annan kvinna, tvingas lämna sitt yrke som präst och så småningom tar över en porslinsfabrik. Filmen bygger på romanen med samma namn av Jacques Chardonne. Den samproducerades av franska Arena films och schweiziska CAB productions och hade en budget på 14,98 miljoner euro.
Filmen visades i huvudtävlan vid filmfestivalen i Cannes 2000. Den blev nominerad till Césarpriset för bästa kvinnliga huvudroll (Béart), manliga huvudroll (Berling), foto och scenografi.

## Medverkande
- Emmanuelle Béart som Pauline Pommerel
- Charles Berling som Jean Barnery
- Isabelle Huppert som Nathalie Barnery
- Olivier Perrier som Philippe Pommerel
- Dominique Reymond som Julie Desca
- André Marcon som Paul Desca
- Alexandra London som Louise Desca
- Julie Depardieu som Marcelle
- Louis-Do de Lencquesaing som Arthur Pommerel
- Valérie Bonneton som Arthur Pommerels fru
- Pascal Bongard som Vouzelles
- Didier Flamand som Guy Barnery
- Jean-Baptiste Malartre som Frédéric Barnery
- Nicolas Pignon som Bavouzet
- Catherine Mouchet som Fernande

## Utgivning
Filmen hade världspremiär 17 maj 2000 vid filmfestivalen i Cannes där den visades i huvudtävlan. Den gick upp på fransk bio 12 juli 2000 och hade 528 586 besökare. Den hade svensk premiär på Canal+ där den visades 24 oktober 2001 med titeln Ödets vägar. Den 24 juli 2004 visades den på SVT2 som Ett känsligt öde.